# Aradi Aranka
Aradi Aranka (eredeti neve: Assael Aranka) (Arad, 1882. április 1. – Budapest, 1961. október 26.) színésznő.

## Életpályája
Szülei Assael Jakab gyáros és Mandl Janka voltak. 1901. április 1-jén debütált Kecskeméten Kövessy Albert társulatában. 1911 után visszavonult a színpadtól, s csak rádióműsorokban szerepelt.
Szerepelt Kecskemét, Kassa, Nagyvárad, Kolozsvár, Szabadka, Miskolc, Arad színházaiban. Finom játékmodorral, szép csengésű énekhanggal rendelkezett.  

## Magánélete
1911. december 20-án, Budapesten házasságot kötött Stella Gyulával, az Országos Színészegyesület elnökével.

## Színházi szerepei
- Jarno Gy.: Az erdészlány – Krisztina
- Audran: A baba – Alesia
- Lehár Ferenc: A víg özvegy – Glavári Hanna
- Huszka Jenő: Bob herceg –
- Kacsóh Pongrác: János vitéz –